# (542) Сусанна
(542) Сусанна (нем. Susanna) — астероид главного пояса, который принадлежит к спектральному классу S. Он был открыт 15 августа 1904 года немецкими астрономами Паулем Гёцем и Августом Копффом в Гейдельбергской обсерватории и назван в честь подруги Гёца.